# Édouard Alletz
Édouard Alletz (París, 23 de abril de 1798-Barcelona, 16 de febrero de 1850) fue un diplomático y hombre de letras francés.

## Biografía
Nieto del agrónomo Pons Augustin Alletz, ejerció de cónsul general de Francia en Génova y más tarde en Barcelona. En 1822 recibió de manos de la Academia francesa un premio extraordinario por Le dévouement des médecins français et des sœurs de Saint-Camille, à l'occasion de la fièvre jaune de Barcelone, imponiéndose a rivales de la talla de Delphine Gay, Casimir Delavigne o Marc Girardin.

## Selección de publicaciones
| - Le dévouement des médecins français et des sœurs de Saint-Camille, à l'occasion de la fièvre jaune de Barcelone"", París, Didot (1822) - Walpole, poema dramático (1825) - Essai sur l'homme, ou Accord de la philosophie et de la religion (1826) - Esquisses de la souffrance morale (1828) - La Nouvelle Messiade, poema (1830) - Études poétiques du cœur humain (1832) - Tableau de l'histoire générale de l'Europe depuis 1814 jusqu'en 1830 (tres volúmenes, 1834) - Caractères poétiques (1834) - Lettre à M. de Lamartine sur la vérité du christianisme envisagé dans ses rapports avec les passions (1835) | - Maladies du siècle (1836) - De la Démocratie nouvelle, ou des Mœurs et de la puissance des classes moyennes en France (dos volúmenes, 1837) - Aventures d'Alphonse Doria (dos volúmenes, 1838) - Maximes politiques à l'usage de la démocratie nouvelle (1840) - Signes de l'esprit nouveau dans le parlement (1841) - Esquisses poétiques de la vie (dos volúmenes, 1841) - Génie du dix-neuvième siècle, ou Esquisse des progrès de l'esprit humain depuis 1800 jusqu'à nos jours (1842-1843) - Harmonies de l'intelligence humaine (dos volúmenes, 1846) |